# Amy Prentiss
Pour les articles homonymes, voir Prentiss.
Amy Prentiss est une série télévisée américaine en trois épisodes de 90 minutes écrite par Francine Carroll et diffusée entre les 1er décembre, 22 décembre 1974 et le 2 février 1975 sur le réseau NBC dans le cadre du NBC Mystery Movie. Il s'agit d'une série dérivée de L'Homme de fer (Ironside), dont le pilote a été diffusé en backdoor pilot comme finale en deux parties de la septième saison.

## Synopsis
À la suite du décès du chef des inspecteurs de la police de San Francisco, Amy Prentiss est promue à son poste. C'est la première femme à occuper ce statut. Pour sa première affaire, elle doit mettre en accusation pour meurtre un ancien ami et rechercher un poseur de bombes fou dans la ville. Elle doit aussi prendre le temps d'élever sa fille, Jill, une adolescente.

## Distribution
- Jessica Walter : Amy Prentiss
- Art Metrano : Détective Rod Pena
- Johnny Seven (en) : Détective Contreras
- Steve Sandor (en) : Détective Tony Russell
- Helen Hunt : Jill Prentiss
- Gwenn Mitchell : Joan Carter

## Épisodes
- Pilote : Une femme aux commandes (Amy Prentiss), saison 7, épisodes 24 et 25 de L'Homme de fer

1. Baptism of Fire
2. The Desperate World of Jane Doe
3. Profile in Evil